# Avortement à Monaco
L’avortement à Monaco n’est autorisé que dans les cas de viol, de malformation fœtale, de maladie ou de danger pour la vie de la mère. La loi sur l'avortement en vigueur en 2019 a été promulguée le 8 avril 2009. Auparavant, Monaco avait l’une des lois les plus strictes en matière d’avortement en Europe, ne permettant la procédure que s’il existait un risque de décès pour la mère. Monaco est néanmoins moins restrictif que d'autres États européens comme Andorre et Malte où l'avortement est complètement illégal.
La loi antérieure sur l'avortement de 1967 interdisait l'avortement en toutes circonstances, mais la question de l'avortement lorsqu'il y avait un risque de décès pour la mère était souvent débattue. Les femmes qui subissaient ou effectuaient sur elles-mêmes un avortement illégal risquaient une peine d'emprisonnement pouvant aller jusqu'à trois ans, et la personne prodiguant l'avortement était passible d'une peine d'emprisonnement pouvant aller jusqu'à cinq ans. S'il s'agissait d'un professionnel de santé, son droit de pratiquer la médecine lui était retiré. Jusqu'en août 2019, une femme ou un médecin se livrant à un avortement en dehors des cas autorisés (vie de la mère, malformation, viol, maladie) était aussi passible de poursuites. L'avortement est désormais décriminalisé à Monaco, mais toujours illégal.
Bien que l'avortement soit illégal à Monaco, la principauté est entourée par la France, où l'avortement est totalement légal et disponible sur simple demande, et un avortement à l'étranger n'est désormais plus criminalisé.